# Xe chỉ nam

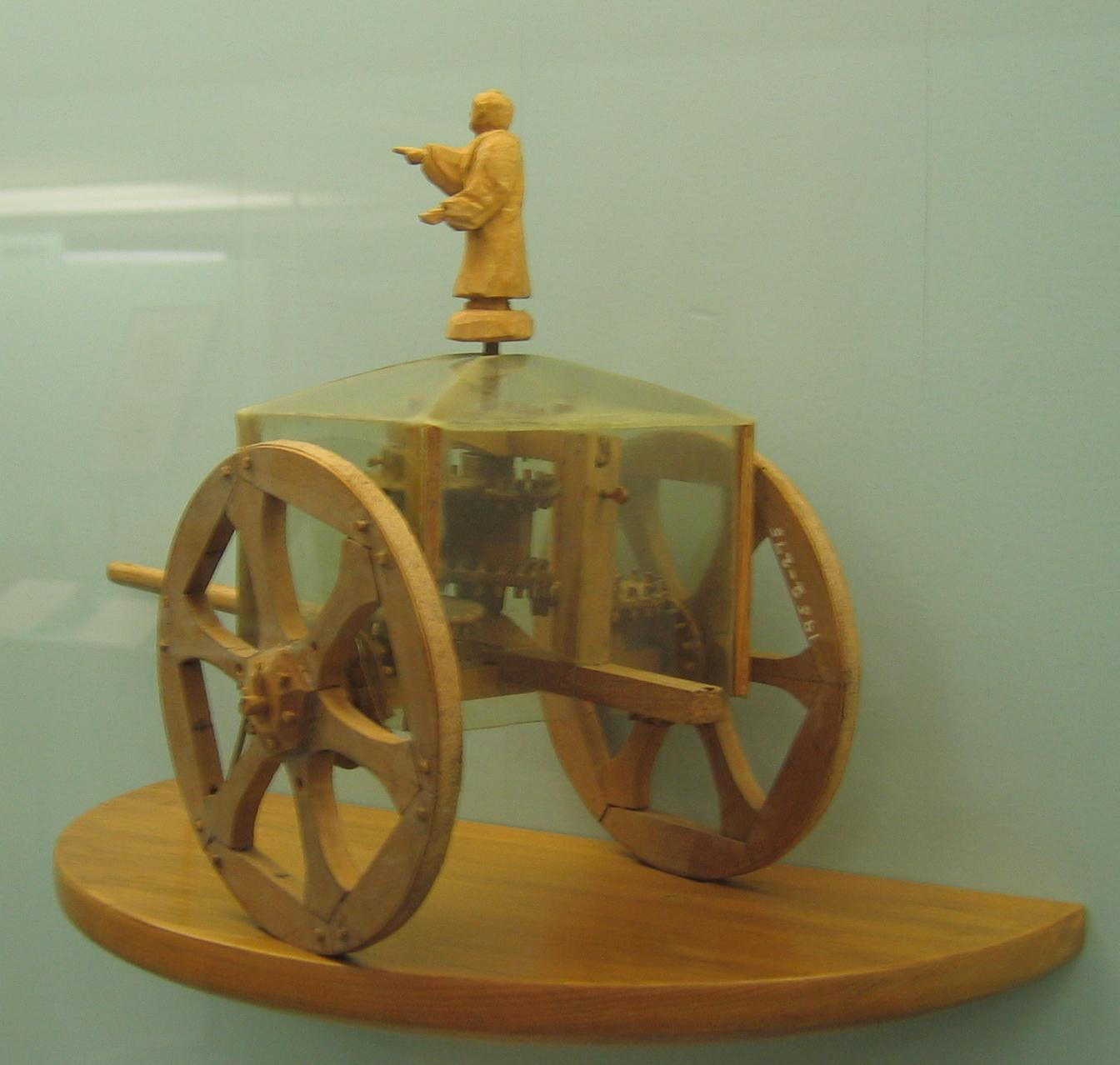
Chỉ Nam xa tại Bảo tàng Khoa học Luân Đôn.

Chỉ Nam xa (指南車) hay Tư nam xa (司南車) là một phát minh của người Trung Quốc cổ, đây là một cơ cấu truyền động bánh răng có dạng một chiếc xe hai bánh trên đó có một hình nhân luôn chỉ về hướng Nam bất kể hướng chuyển động của chiếc xe, nói cách khác đây là một hệ thống la bàn phi từ tính. Tương truyền Chỉ Nam xa được Hoàng Đế hoặc Chu Công sáng tạo ra từ thời thượng cổ, tuy nhiên ghi chép đầu tiên trong lịch sử Trung Quốc về cơ cấu này chỉ xuất hiện vào thời Tam Quốc do Mã Quân, một viên quan nhà Tào Ngụy, thực hiện. Theo các ghi chép lịch sử thì Chỉ Nam xa đã được sử dụng rộng rãi ở Trung Quốc, đây được coi là một trong những máy cơ khí phức tạp nhất mà người Trung Quốc cổ từng phát minh.

## Lịch sử
Truyền thuyết Trung Quốc ghi lại rằng Hoàng Đế là người đầu tiên nghĩ ra Chỉ Nam xa để đưa bộ lạc của mình thoát ra khỏi vùng sương mù trong chiến tranh với bộ lạc Cửu Lê của Xi Vưu. Tuy nhiên phải tới thời Tam Quốc, tức là hơn 2.000 năm sau, những ghi chép chính thức đầu tiên về Chỉ Nam xa mới xuất hiện.

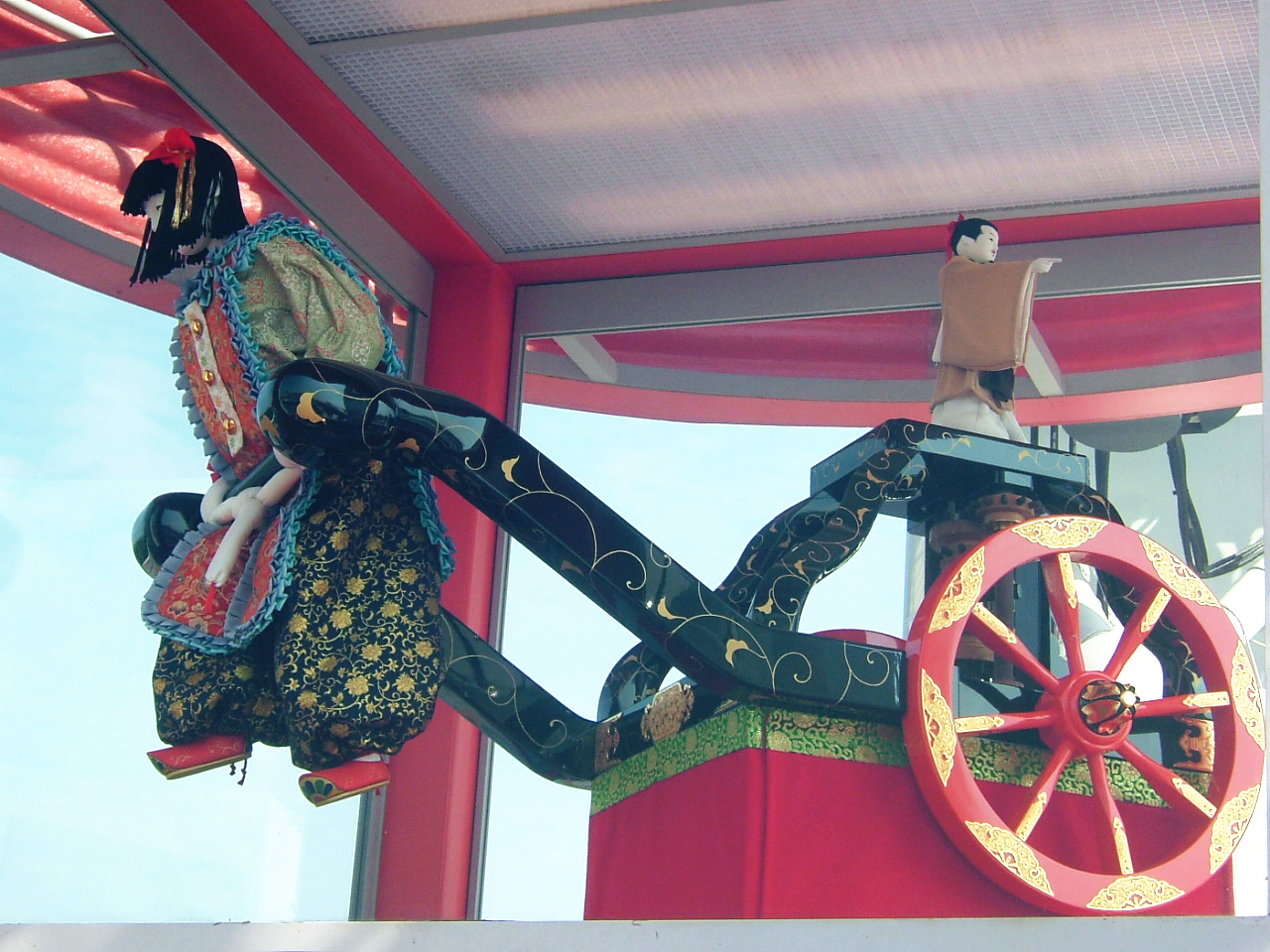
Chỉ Nam xa tại Expo 2005, Nhật Bản.

Trong sách Tây kinh tạp ký (西京雜記) có ghi lại truyện về "Tư nam xa, giá tứ, trung đạo" (司南車，駕四，中道) theo đó một vị quan thời Tào Ngụy là Mã Quân (馬鈞) đã chế tác ra chiếc Chỉ Nam xa vào năm Thanh Long thứ 3 (235). Bộ máy này của Mã Quân hoàn toàn khác với Tư nam (司南) hay la bàn của người Trung Quốc phát minh vì Chỉ Nam xa không sử dụng tới từ tính để duy trì phương hướng, thay vào đó chúng sử dụng cơ chế truyền động bánh răng. Tới thời Đông Tấn An đế (417), Lưu Dụ phát động Bắc phạt tấn công Trường An, vua Hậu Tần là Diêu Hung đã ra lệnh cho Lệnh Hồ Sinh chế tạo một chiếc Chỉ Nam xa khác. Tới thời Nam Bắc triều, nhà khoa học nổi tiếng Tổ Xung Chi cũng đã chế tạo được một chiếc Chỉ Nam xa tương tự như chiếc do Mã Quân chế tạo trước kia, truyện này đã được ghi chép lại trong sách Nam Tề thư phần "Tổ Xung Chi truyện". Tới đời nhà Tống, Chỉ Nam xa trở nên phổ biến trong các chuyến đi của hoàng đế, chúng được kết hợp với một máy đo quãng đường đi được, cơ cấu của bộ máy này được ghi lại rất kỹ lưỡng trong Tống sử phần "Dư phục chí". Cơ cấu của Chỉ Nam xa được Ngô Đức Nhân thời nhà Nguyên (khoảng 1107) cải tiến nhiều tuy nhiên bộ máy cải tiến này sau đó đã bị thất truyền. Để so sánh, cơ cấu truyền động bánh răng ở phương Tây chỉ thực sự được Joseph Williamson phát minh năm 1720 và mãi tới đầu thế kỷ 19 tầm quan trọng của kỹ thuật này mới được chú ý tới.
Từ thế kỷ 7, thiết kế của Chỉ Nam xa cũng đã lưu truyền tới Nhật Bản. Sách Nihon Shoki (日本書紀, Nhật Bản thư kỷ) vào khoảng năm 720 đã ghi chép lại việc hai nhà sư Trung Quốc thiết kế vài chiếc Chỉ Nam xa cho hoàng đế Tenji vào năm 658. Tới năm 661 một số chiếc khác lại được chế tạo thêm.